# Girls Band Cry
Girls Band Cry (jap. ガールズバンドクライ Gāruzu bando kurai) – serial anime wyprodukowany przez studio Toei Animation, emitowany od kwietnia do czerwca 2024.

## Fabuła
Akcja rozgrywa się w Kawasaki w prefekturze Kanagawa. Nina Iseri, licealistka, która porzuciła szkołę, przeprowadza się do miasta, aby udowodnić, że może żyć samodzielnie i odnieść sukces. Tam spotyka Momokę Kawaragi. Obie szybko odkrywają, że łączy je wiele podobieństw, w tym wspólna miłość do muzyki. Razem z trzema innymi dziewczynami zakładają zespół, który staje się dla nich sposobem na wyrażenie skrywanych emocji, wspólnie stawiając czoła wewnętrznym zmaganiom i trudnościom związanym z debiutem na scenie muzycznej.

## Bohaterowie
- Nina Iseri (jap. 井芹仁菜 Iseri Nina)

Seiyū: Rina 
- Momoka Kawaragi (jap. 河原木桃香 Kawaragi Momoka)

Seiyū: Yuri 
- Subaru Awa (jap. 安和すばる Awa Subaru)

Seiyū: Mirei 
- Tomo Ebizuka (jap. 海老塚智 Ebizuka Tomo)

Seiyū: Natsu 
- Rupa (jap. ルパ)

Seiyū: Syuri 

## Produkcja i wydanie

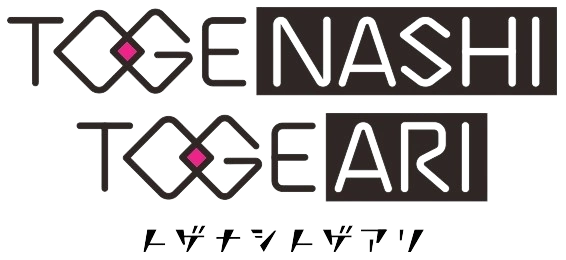
Logo Togenashi Togeari

W 2021 roku Toei Animation, Agehasprings i Universal Music Japan zapowiedziały projekt, który połączy animację z prawdziwą działalnością zespołu. W tym samym roku przeprowadzono przesłuchanie o nazwie „Girl’s Rock Audition” dla wokalistki, gitarzystki, basistki, perkusistki i klawiszowca całkowicie żeńskiego zespołu, które miały stanowić trzon projektu.
Oryginalny projekt anime, zatytułowany Girls Band Cry, został ogłoszony 24 kwietnia 2023, wraz z ujawnieniem zwiastuna przedstawiającego dziewczynę z gitarą i slogan „Włóż w to całą swoją złość, radość i smutek”. (jap. 怒りも喜びも哀しさも全部ぶちこめ。). 29 maja ujawniono główną obsadę oraz ekipę produkcyjną. Seria została wyprodukowana przez studio Toei Animation i wyreżyserowana przez Kazuo Sakaia. Scenariusz napisał Jukki Hanada, postacie zaprojektował Nari Teshima, reżyserami CGI zostali Mari Kondō i Jae Hoon Jung, a muzykę skomponował Kenji Tamai. Ujawnionych zostało również pięć członkiń zespołu Togenashi Togeari (jap. トゲナシトゲアリ) wraz z teledyskami do ich dwóch piosenek, „Na mo naki nani mo kamo” (jap. 名もなき何もかも) i „Itsuwari no kotowari” (jap. 偽りの理). Seria była emitowana od 6 kwietnia do 29 czerwca 2024 w stacjach Tokyo MX, Sun TV, KBS Kyoto i BS11. Prawa do streamingu serii poza Azją Wschodnią nabył Crunchyroll.

### Lista odcinków
| №  | Tytuł                                                                                         | Premiera         |
| -- | --------------------------------------------------------------------------------------------- | ---------------- |
| 1  | Tokyo Heave-Ho Tōkyō wasshoi (東京ワッショイ)                                                 | 6 kwietnia 2024  |
| 2  | Three Nocturnal Creatures Yakō-sei no ikimono san-biki (夜行性の生き物3匹)                    | 13 kwietnia 2024 |
| 3  | Misaligned Questions and Answers Zukkoke mondō (ズッコケ問答)                                 | 20 kwietnia 2024 |
| 4  | Appreciation (Surprise) Kansha (odoroki) (感謝（驚）)                                         | 27 kwietnia 2024 |
| 5  | Rising Vocals Utagoe yō kore (歌声よおこれ)                                                   | 4 maja 2024      |
| 6  | Hymn of the Stray Haguremono sanka (はぐれ者賛歌)                                             | 11 maja 2024     |
| 7  | I’ll Give It a Name Namae wo tsukete yaru (名前をつけてやる)                                  | 18 maja 2024     |
| 8  | If You Were to Cry Moshimo kimi ga naku naraba (もしも君が泣くならば)                         | 25 maja 2024     |
| 9  | The Waning Moon Was Out Kaketa tsuki ga deteita (欠けた月が出ていた)                          | 1 czerwca 2024   |
| 10 | Wandervogel Wandāfōgeru (ワンダーフォーゲル)                                                  | 8 czerwca 2024   |
| 11 | The Center of the World Sekai no mannaka (世界のまん中)                                       | 15 czerwca 2024  |
| 12 | The Sky Darkens Again Sora ga mata kuraku naru (空がまた暗くなる)                             | 22 czerwca 2024  |
| 13 | Rock ’n’ Roll Will Never Stop Rokku `n` rōru wa nari yamanai (ロックンロールは鳴り止まないっ) | 29 czerwca 2024  |

## Dyskografia

### Single
| # | Tytuł                                                           | Data wydania         | Źródło |
| - | --------------------------------------------------------------- | -------------------- | ------ |
| 1 | „Na mo naki nani mo kamo” (jap. 名もなき何もかも)               | 26 lipca 2023        | [ 12 ] |
| 2 | „Kiutsu, hakudaku-su” (jap. 気鬱、白濁す)                       | 30 sierpnia 2023     | [ 12 ] |
| 3 | „Hazete saku” (jap. 爆ぜて咲く)                                 | 25 października 2023 | [ 12 ] |
| 4 | „Gokushiteki gokusaishoku Answer” (jap. 極私的極彩色アンサー)   | 20 grudnia 2023      | [ 12 ] |
| 5 | „Unmei ni kaketai ronri” (jap. 運命に賭けたい論理)              | 29 lutego 2024       | [ 12 ] |
| 6 | „Zattō, bokura no machi” (jap. 雑踏、僕らの街)                  | 22 maja 2024         | [ 12 ] |
| 7 | „Darenimo narenai watashi dakara” (jap. 誰にもなれない私だから) | 22 maja 2024         | [ 12 ] |
| 8 | „Shikai no sumi kuchiru oto” (jap. 視界の隅 朽ちる音)           | 29 czerwca 2024      | [ 12 ] |
| 9 | „Kūhaku to katarushisu” (jap. 空白とカタルシス)                 | 10 lipca 2024        | [ 12 ] |

### Albumy
| # | Tytuł                   | Data wydania     | Źródło |
| - | ----------------------- | ---------------- | ------ |
| 1 | „Togeari” (jap. 棘アリ) | 24 kwietnia 2024 | [ 12 ] |